# Nationalparks im Sudan
Der Sudan ist nicht nur von Wüste geprägt, sondern hat auch Dornstrauch- und Trockensavanne, sowie Seen und die Küste zum Roten Meer zu bieten. Die ausgewiesenen Schutzgebiete sind nachfolgend hier aufgelistet.

## Schutzgebiete

### Nationalparks
- Dinder-Nationalpark
- Berg-Hassania-Nationalpark
- Radom-Nationalpark
- Suakin-Archipel-Nationalpark

### Nationale Meeres-Schutzgebiete
- Bur Sudan
- Sanganeb-Atoll

### Naturschutzgebiete
- Berg Elba
- Berg Marra

### Vogelschutzgebiete
- Roseires-Stausee
- Berg-Aulia-Stausee
- Khashm-el-Girba-Stausee
- Abiad-See
- Keilak-See
- Kundi-See
- Nubia-See
- Sannar-Stausee

### UNESCO-Welterbe
- Der Berg Barkal am Nil

### UNESCO-MAB Biosphärenreservate
- Dinder-Nationalpark
- Radom-Nationalpark